# Rowallan House

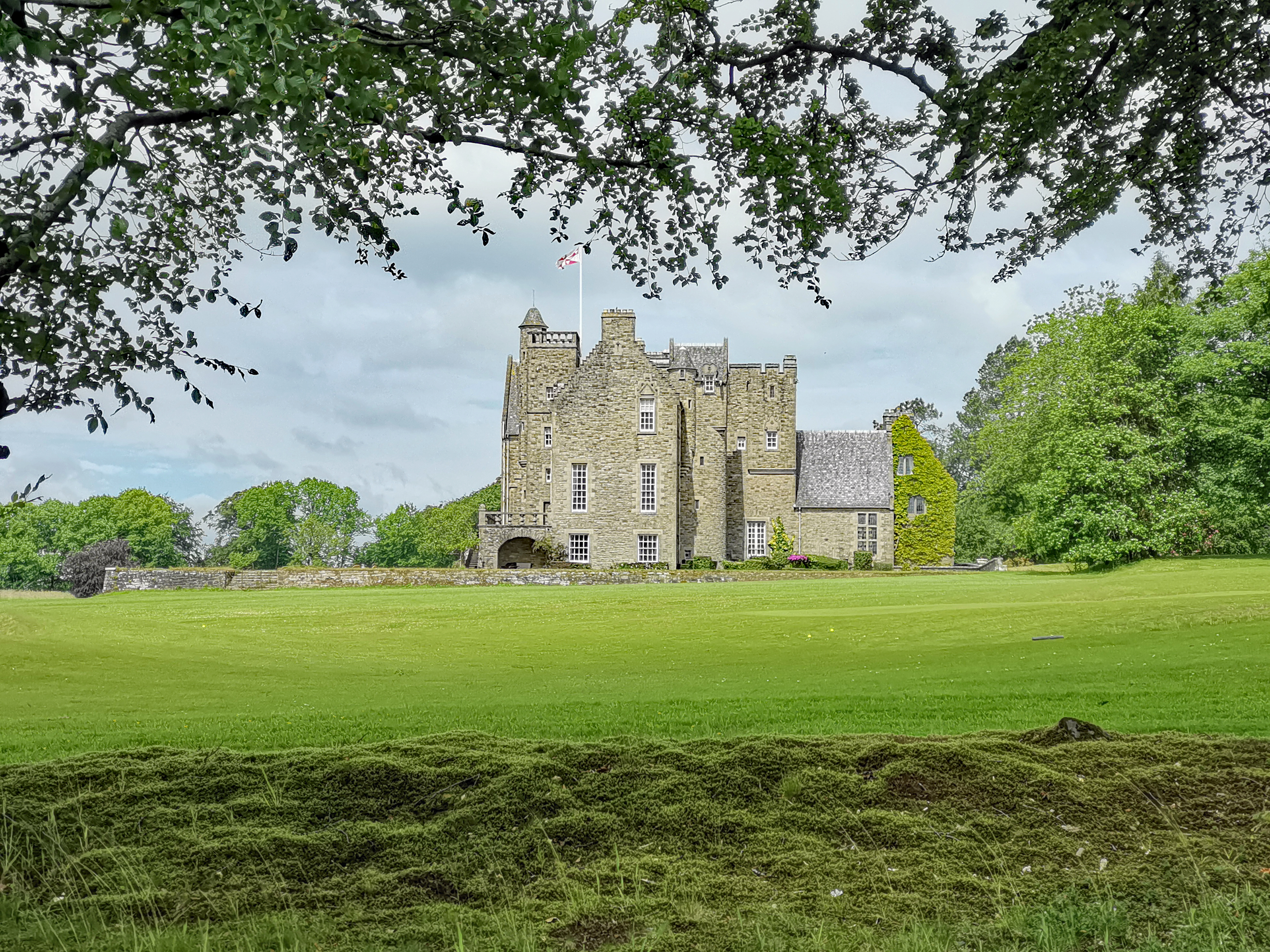
Rowallan House

Rowallan House ist eine Villa nahe der schottischen Ortschaft Kilmaurs in der Council Area East Ayrshire. 1971 wurde das Bauwerk in die schottischen Denkmallisten in der höchsten Denkmalkategorie A aufgenommen.

## Geschichte
Die Villa wurde zwischen 1903 und 1906 für Cameron Corbett, den späteren Lord Rowallan erbaut. Für den 1902 angefertigten Entwurf zeichnet der bedeutende Edinburgher Architekt Robert Lorimer verantwortlich. Der vollständige Entwurf wurde jedoch nie umgesetzt und der Bau zuvor abgebrochen. Rowallan House befindet sich bis heute in Privatbesitz.

## Beschreibung
Das Gebäude liegt isoliert auf einem weitläufigen Grundstück mit zahlreichen Außengebäuden zwischen den Ortschaften Kilmarnock, Kilmaurs und Stewarton. Herausgestrichen wird die dramatische Komposition der unvollendeten, nordostexponierten Frontseite. Im Gebäudeinneren sind dekorative Stuck- und Holzarbeiten zu finden. Zu den Außengebäuden zählen Stallungen, Gärtnerunterkünfte, ein Bauernhof, Treibhäuser sowie Gästehäuser.